# Marki
Marki is een stad in het Poolse woiwodschap Mazovië, gelegen in de powiat Wołomiński. De oppervlakte bedraagt 26,01 km², het inwonertal 22.478 (2005).

## Verkeer en vervoer
- Station Marki
- Station Struga
- Station Struga Warszawska